# 995 Fifth Avenue
995 Fifth Avenue est une des nouvelles[Quoi ?] résidences de très haut standing située dans l'arrondissement de Manhattan, à New York. Il se situe comme son nom l'indique sur la cinquième avenue, à l'angle de la 81e rue, et fait face au Métropolitan Museum de Central Park. Cet immeuble fut pendant longtemps l'hôtel de luxe « The Stanhope » mais fut converti[Quand ?] en résidences de luxe.
Le bâtiment a été construit en 1926 par Rosario Candela, un grand architecte de l'époque, et est l'une des dernières réalisation de luxe érigées avant la Grande Dépression. Les appartements varient entre 17 et 50 millions de dollars[Quand ?].

## Appartements
995 Fifth comprend 17 étages. Les appartements vont de 500 m2 à plus de 900 m2. Dans les locaux privés se trouve un spa, La Palestra, et une salle de sport.

## Autres bâtiments de même standing
Il existe à New York d'autres résidences avec la même architecture : 820 Fifth Avenue, 834 Fifth Avenue, 927 Fifth Avenue, 960 Fifth Avenue, 993 Fifth Avenue, 995 Fifth Avenue, 998 Fifth Avenue, 720 Park Avenue and 740 Park Avenue. Et d'autres très prestigieux comme le 1040 Fifth Avenue, 730 Park Avenue, 770 Park Avenue, 778 Park Avenue, River House, the Dakota (résidence de John Lennon) the San Remo et the Beresford.